# Абд аль-Азіз (емір Криту)
Абд аль-Азіз (араб. عبد العزيز بن شعيب; д/н — після 961) — останній володар Критського емірату в 949—961 роках.

## Життєпис
Син еміра Шу'яба II. Посів трон 949 року після смерті стрийка Алі II. Перед смертю останній завдав суттєвої поразки візантійцям. Це дозволило вже Абд аль-Азізу посилити піратські напади на візантійські землі.
Згідно повідомлення єгипетського історика XIV століття аль-Нувайрі імператор Роман II тричі відправляв посольства до еміра з метою укласти договір, за яким обіцяв сплачувати данину. Але це була хитрість з метою приховати приготування до нової військової кампанії. Сучасні дослідники сумніваються  в цих відомостях.
Візантія вирішила спочатку обмежити можливу допомогу Критському емірату з боку емірів Тарсу і Фатімідів. Успішні дії проти останніх протягом 956—958 років сприяли посиленню влади візантійців в південній Італії. У 956 році було завдано рішучої поразки Тарсу.
З огляду на це 960 року потужне військо на чолі із Никифором Фокою висадилося на Криті. Абд аль-Азіз відправив посланців з проханням по допомогу до Фатимідів і Кордовського халіфату, але не отримав військ. Облога Хандаки — столиці емірату — тривала до 6 березня 961 року, коли Абд аль-Азіз разом з усією родиною здався. Критський емірат припинив своє існування.
Того ж року був серед трофеїв і бранців під час тріумфу Фоки в Константинополі. Відмовився прийняти християнство. Подальша доля невідома. Його син Нуман хрестився, ставши Анемасом (потім відзначився на службі імператорів).